# BlaBlaBla
BlaBlaBla è un singolo del rapper italiano MamboLosco, pubblicato il 18 febbraio 2022.

## Tracce
1. BlaBlaBla – 1:54

## Classifiche
| Classifica (2022) | Posizione massima |
| ----------------- | ----------------- |
| Italia            | 32                |